# کیم ما-جونگ (جودوکار)
کیم ما-جونگ (انگلیسی: Kim Mi-jung؛ زادهٔ ۲۹ مارس ۱۹۷۱) جودوکار اهل کره جنوبی است.
وی در مسابقات کشوری و بین‌المللی در مجموع برندهٔ ۳ مدال طلا، ۱ مدال نقره، ۲ مدال برنز شده‌است.